# بارخوویتسه
بارخوویتسه (به چکی: Barchovice) یک منطقهٔ مسکونی در جمهوری چک است که در ناحیه کولین واقع شده‌است.